# عروض (لغات المسلمين)
العروض في اللغات غير العربية هي عروض في الفارسية والتركية والأرديّة والإيغورية ولغات المسلمين الأخرى، تستخدم أوزان العروض. كان أول مؤسس لهذا النظام الشعري هو الخليل بن أحمد. وكان هناك 16 بحرًا من العروض في البداية. أضاف العلماء الفارسيون لاحقًا ثلاثة أخرى ويستخدمه بقية اللغات غير العربية. على سبيل المثال، أُلِّفَت القصيدة الطويلة باللغة القراخانية [الإنجليزية] "حكمة السعادة" من القرن الحادي عشر باستخدام البحرالمتقارب.

## العروض التركية

### اللغة التركية الأناضولية العتيقة
بحسب أركان سلان:
كان للقافية وعروض الأروز أهمية بالغة في الأعمال الشعرية [باللغة التركية الأناضولية العتيقة]. بل كانت رمزًا للكمال عند شعراء ذلك العصر. وقد أثّر الحرص على مراعاة القافية وبحور العروض على اللغة التركية بطرق مختلفة. ومن أهم هذه التأثيرات استخدام اللواحق، وخاصةً اللواحق التصريفية؛ إذ ظهرت في العديد منها استخدامات مختلفة.

### اللغة التركية الجغتية
كما صاغها أندراس جي إي بودروجليجيتي:
كانت اللغة الجغتية الكلاسيكية تُستخدم، قبل كل شيء، في الشعر لإنتاج أعمال أدبية رفيعة المستوى، مؤلفة على الطراز الفارسي العربي مع الالتزام الصارم بقواعد العروض الفارسية العربية والمعايير الثقافية للمحاكم التيمورية.